# Antonio Creus
Antonio Creus (Madrid, 28 oktober 1924 – aldaar, 19 februari 1996) was een Spaans Formule 1-coureur.
Hij reed eenmaal een Grand Prix; de Grand Prix van Argentinië van 1960 voor het team Maserati. Hij viel in deze race uit met een elektrisch probleem aan zijn auto.